# György Cseszneky

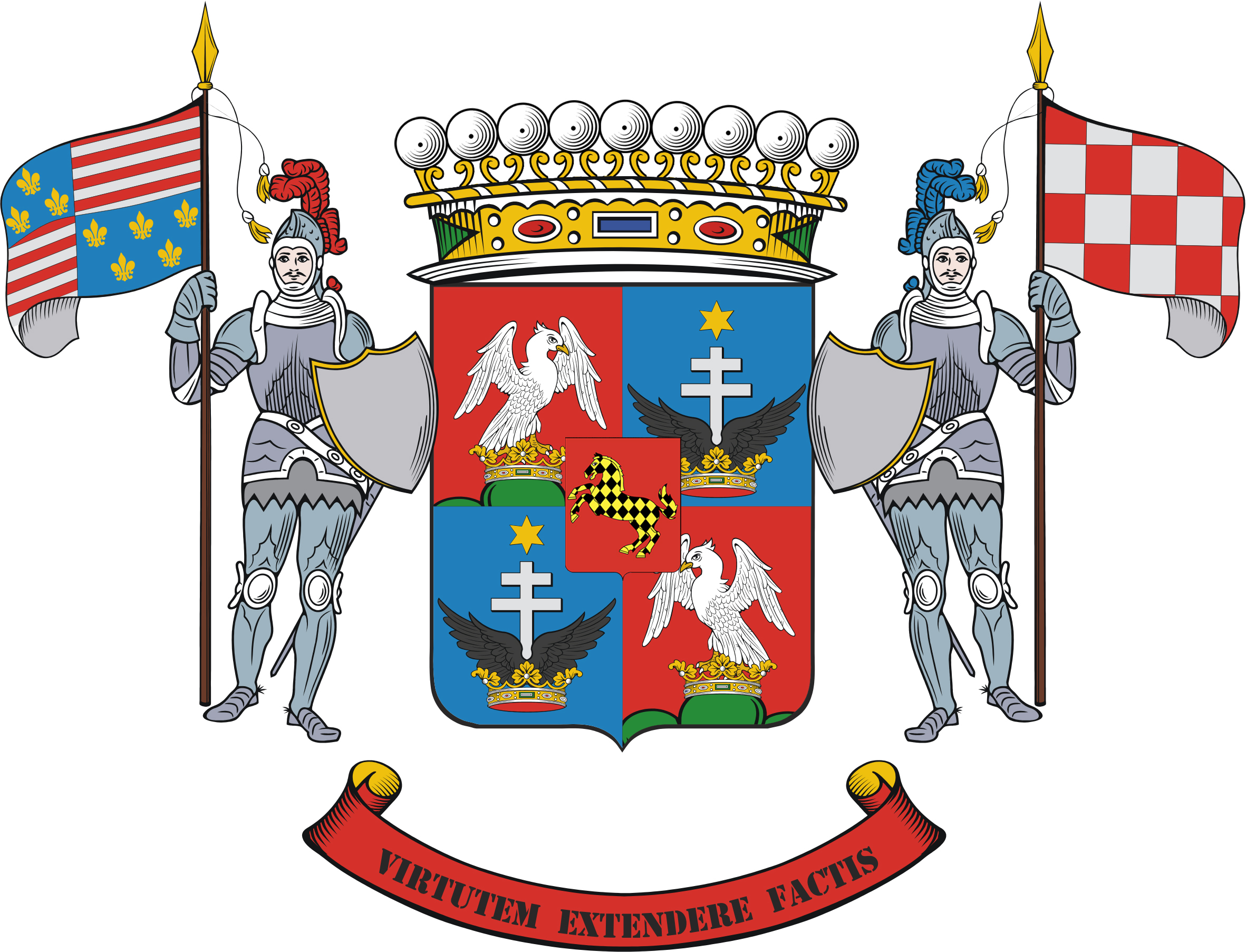
Familiewapen Cseszneky

György Cseszneky was een Hongaars edelman uit de 16e eeuw en lid van de Cseszneky familie, een adellijke familie waarvan de naam verwijst naar de Hongaarse plaats Csesznek.

## Biografie
Toen op 29 augustus 1526 de Slag bij Mohács, een strijd tussen Hongaren en Ottomanen, plaatsvond en koning Lodewijk II van Hongarije daarbij om het leven kwam, was Cseszneky kasteelheer van de kastelen Tata en Komárom. In de strijd die volgde voor de Hongaarse troon tussen voivode Johan Zápolya en de keizer Ferdinand II van het Heilige Roomse Rijk, koos Cseszneky de zijde van Ferdinand. Als resultaat liet Zápolya zijn legercommandant het kasteel Tata belegeren, dat Cseszneky uiteindelijk moest afstaan.
Op zoek naar steun wendde hij zich tot koningin Maria. In 1528 bezette hij het kasteel Győr namens Ferdinand. Koningin Maria, weduwe van Lodewijk II en zus van Ferdinand, benoemde hem tot koninklijk hofrechter van Győr. In 1532, toen keizer Karel V de Spaanse poëet Garcilaso de la Vega had verbannen naar een eiland in de Donau, werd Cseszneky verantwoordelijk voor de zorg van de dichter.
Cseszneky werd een toegewijd volgeling van het protestantisme en verdediger van het lutherse geloof. Keizer Ferdinand gaf hem de titel van magnaat, een hoge titel binnen de Hongaarse adel, waarbij hij het recht tot gebruik van een zegel kreeg. Ook werden hem verschillende gebieden toegekend, waaronder Kisbabot, Enese en Rábacsécsény.